# Mártogatás süllőre

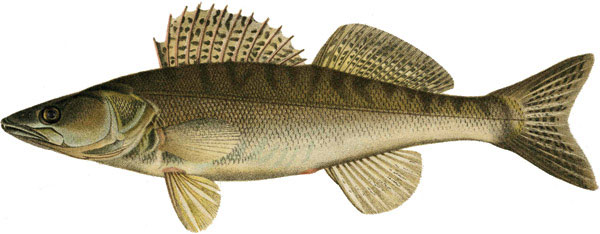
Süllő

A mártogatás sūllőre horgásztechnika: botvégről variált függőleges keresés süllő után. A tapogatással szemben, melynek során a horgász a mederrel párhuzamosan fésüli át a süllő vélt tartózkodási helyeit, a mártogatásnál botvégről, függőlegesen vagy közel függőlegesen,  mozzanatról mozzanatra horgássza le a süllőket, kősüllőket rejtő bedőlt fákat, roncsokat, egyéb akadókat, mederszakadásokat. Az emeljük, visszaengedjük módszerrel fentről lefelé haladva mártogat a horgász, de fenékről felfelé indulva is irányulhat a folyamat. 
Mind az álló-, mint a folyóvízi mártogatás nappali horgászat. A ködös, borult, esős, enyhén szeles időjárás növeli a mártogató horgász esélyeit.

## Mártogató terepek
A mártogatás elsősorban állóvízi horgászat, de akadhatnak a folyókon is ezt a módszert lehetővé tevő vízalakulatok.

### Állóvízi mártogató terepek
Vízbe dőlt, a vízben álló vagy elfekvő fa, tuskó, roncs adja a természetes állóvízi tartásokat, ebben a fontossági sorrendben. Ezeket veszik mintául a legkülönfélébb anyagokból összeeszkábált mesterséges haltanyák is, például a faágakból összedrótozott, kövekkel nehezített máglyarakás, a kibelezett autóroncs, a leengedett kútgyűrű. A  süllő horgászata szempontjából igen hasznos mesterséges tartás megengedett, feltéve hogy létesítése nem akadályozza a hajózást, és nem ütközik víz- és környezetvédelmi szabályokba. 
Fontos természetes természetes mártogató terepek az állóvízi mederalakzatok és a vízi növényzet szélei. Haltanyákat ad az atkás meder, a homok, a természetes gödör, a marás, a nádfal széle is.

### Folyóvízi mártogató terepek

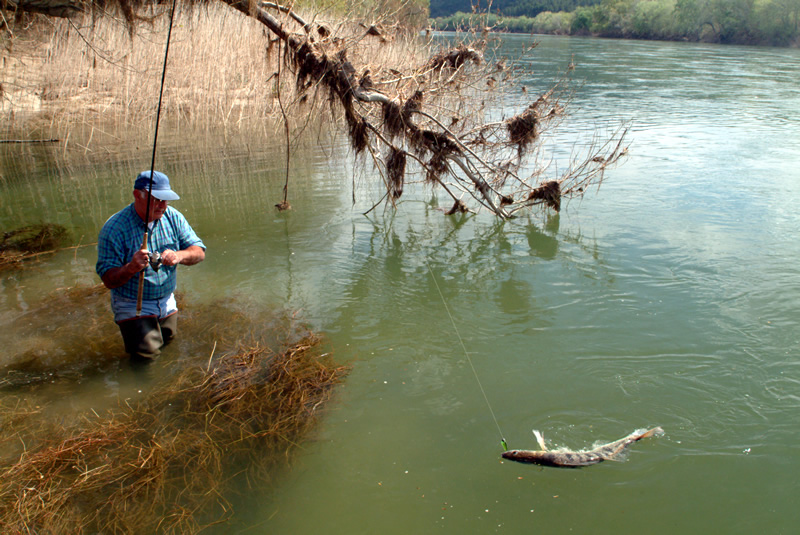

A folyóvízi mártogató horgász a csendesülő, lötyögő vízalakulatokat, az úgynevezett langókat keresi. A langók természetes agyag-, illetve homokfokokon megtörő szabdalt medrű mély vizek, ahol a rézsűn maradt ágas bogas fák és tuskók védelmében megbúvó halakra vadásznak a ragadozók, így a süllő is. A feszített vízfelszín árulkodik a jelentős mélységről, de csak horgászat közben lehet a kutyrokat kiismerni.
A folyó pezsdülése fokozza a süllő étvágyát, ám a kapásai ilyenkor ideges kaffantások, sok az otthagyásos rávágás. Hosszú távon inkább a lassú apadás, a víz megállapodása kedvező.

## A felszerelés
A partról alámerülő fát vagy a szakadást a 6-7 méter hosszú bolonyai botok valamelyikével lehet megfelelő helyzetben tunkolni, cincálni. 4-5 méter körüli bottal jól mártogathatóak a leggorombább terepek is. A mártogatáshoz a kiegyensúlyozott és könnyű bot a legmegfelelőbb. A mártogató horgászok a bothoz 40-es peremorsót használnak, alaposan feltöltve 0,22-0,25 mm-es zsinórral. Nagyon nehéz terepen is csak akkor alkalmaznak erősebb 0,30-0,35mm zsinórt, ha az akadóban erősebb, esetleg kapitális süllőket sejtenek.

### A mártogató végszerelékek
Az egyszerű, kevés alkatrészből gyorsan összeállítható végszerelékek elemei: 2-es, 1-es, 1/0-s hosszúszárú horgok, huzal-, gömb-, csepp-, ólom nehezékek. A 4-5 méternél nem mélyebb vizekben célszerű a testesebb, fixen rögzíthető vagy csúszó úszó. További elemek az 5-7 mm-es szelepgumi ütközők.

### Csalizás, csalik

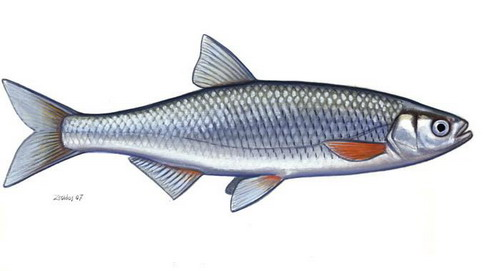
Küsz

A mártogatáshoz leggyakrabban eleven csalihalat tűznek horogra, a csali halfajánál és méreténél a süllő természetes táplálékhalait véve mintául. Ezek nappal a fenékjáró küllők, bodorkák, naphalak, durbincsok. A süllő sötétedéstől világosodásig vízközt kapja el a halfajok széles választékát. Amikor fent rabol, akkor a víztetőről szürcsöli le áldozatait, így ezek zöme küsz, vörösszárnyú és az ivadékok serege. A hálóval vagy kispecával könnyen megfogható küszök, vörösszárnyú keszegek adják a csalit általában. Az apró jászkeszeg, küsz, bodorka, szivárványos ökle már ínyencfalatnak tekinthető.  
Az eleven csalihal méretétől sok függ, úgymond kis csali = kis süllő, nagy csali = nagy süllő. Ez a mondás hasonlóan találó, mint az, hogy  ismerni kell az öreg útonállók tartózkodási helyét, és nagy-nagy kitartással horgászni rájuk.
Mivel a süllő toroknyílása viszonylag szűk, csak a karcsúbb vagy a kisebb falatok férnek le rajta könnyedén, ezért nem érdemes nagyobb dévérekkel próbálkozni.
Kiváló süllő csali a halszelet, a darabhal és a halfilé is.
A horgász a nagyobb csalihalat hátúszója mögött, a kisebbeket orrlyukán átfűzve tűzi horogra úgy, hogy a horog vége egy kicsit kilátszódjon, hiszen ez a bevágáskor előnyös.

## Terepfüggő sajátos technikák

### Mártogatás bedőlt vagy vízből kiálló, netán ismert helyzetű víz alatti fában
Még ha a fa helyzete ismert is, célszerű előbb horog alakúra meghajlított pálcaólommal megkeresni a szóba jöhető tereplyukakat. Ezután a horgász a bot végéről óvatosan leengedi a végszereléket, és amikor érezi, hogy a szerelék a fenéken koppan, akkor lassan emeli, majd picit visszaengedi. Ezt ismétli mndaddig, amíg nem érezi,  hogy valami hirtelen rávág.

### Mártogatás szakadásban
Álló- és folyóvízen egyaránt előfordul, hogy a meder meredek rézsűvel, vagy falszerű töréssel szakad alá. Ezek kiváló mártogató terepek. Horgászatuk ritka kivételtől eltekintve csakis csónakból lehetséges. A horgászás ilyen helyen mindig a fenekén kezdődik, és acsökök helyzetének kitapogatása után következik az alapos körülmártogatás. A horgász a fal mentén emelget, vagy végszerelékével  „megmászatja” a rézsű fokait.
A süllőket oltalmazó gyökerekből nehéz kiakasztani a horgot. A kitámadó, rákaffantó süllőt bátrabban nyeltetheti a horgász mint a fában, roncsban, így megakasztásuk is biztosabb.